# Ylimmäinen (sjö i Nyland, Finland)
Ylimmäinen är en sjö i Finland. Den ligger i kommunen Vichtis i landskapet Nyland, i den södra delen av landet, 50 km nordväst om huvudstaden Helsingfors. Ylimmäinen ligger 97,7 meter över havet. Den är 10,65 meter djup. Arean är 1,27 kvadratkilometer och strandlinjen är 9,1 kilometer lång. Sjön  ingår i Karisåns huvudavrinningsområde.   I omgivningarna runt Ylimmäinen växer i huvudsak blandskog.
I övrigt finns följande vid Ylimmäinen:
- Niemenjärvi (en sjö)